# Гоноцефал великий
Гоноцефа́л вели́кий (Gonocephalus grandis) — найбільший представник роду Гоноцефалів з родини Агамових.

## Опис
Загальна довжина досягає 55-60 см. Спостерігається статевий диморфізм — самці більше самиць. Луска уздовж хребта сильно подовжена, сплощена й зростається основами, так що дорзальний гребінь нагадує вітрило. Потиличний гребінь вищий та відділений від спинного проміжком. Надочноямкові гребені розвинені слабко, без характерних виростів.
Забарвлення коричневе або темно-оливкове. У збудженому стані стає яскраво-зеленим, у самців черево й горлова торба мають синій колір з червоними плямами.

## Спосіб життя
Полюбляє первинні тропічні ліси. Зазвичай зустрічаються на гілках дерев й чагарників вздовж річок та струмків. Активний вдень. Найбільш агресивний з усіх гоноцефалів до родичів і не витримує присутності особин своєї статі. Харчується членистоногими.
Це яйцекладна ящірка. Самиця відкладає від 2 до 6 яєць.
Часто тримають у тераріумах.

## Розповсюдження
Мешкає у південному Таїланді, на Малаккському півострові, на островах Калімантан, Суматра, низці дрібних прилеглих островів.